# Tara Lynn
Tara Lynn (26 de julio de 1982) es una modelo de lencería de tallas grandes estadounidense

## Carrera
Tara Lynn llamó la atención en el mundo de la moda después de figurar en la revista V y en la francesa Elle. También apareció en la portada de Vogue Italia en junio de 2011 y en la española XL-Semanal en 2010, en Elle-Québec y en Time en 2010. Ha figurado en la revista Glamour. Apareció en la portada de varias ediciones de la revista Lucky Fall Jeans.
Tara Lynn ha modelado en campañas de H&M.
Cuando Tara Lynn era la chica de portada de Elle, la foto estaba acompañada de la frase 'El Cuerpo' señalando que ese el cuerpo al que las mujeres deberían aspirar. Desde entonces, Tara Lynn ha sido el rostro de las modelos de tallas grandes.